# Desaparecimentos
Desaparecimentos é uma série de documentários produzidos pelo canal de televisão paga The History Channel.
A série aborda desaparecimentos não esclarecidos de pessoas famosas que tiveram um papel de destaque na história durante o século XX, como a piloto Amelia Earhart e Roald Amundsen.